# NGC 5328
NGC 5328 é uma galáxia elíptica (E1) localizada na direcção da constelação de Hydra. Possui uma declinação de -28° 29' 21" e uma ascensão recta de 13 horas, 52 minutos e 53,4 segundos.
A galáxia NGC 5328 foi descoberta em 5 de Maio de 1793 por William Herschel.